# Nabu-mukin-zeri
Nabu-mukin-zeri (dosl. Nabu posílil sémě , také Ukin-zir, řecky Chinzeros), byl králem Babylónu v letech 732–729 př. n. l.. Byl to chaldejský náčelník aramejského původu, který dokázal využít nepřehledné situace v Babylonii a vytíženosti asyrského vojska. To v té době pod vedením Tiglatpilesara III. dobývalo Damašek a Izrael. Asyřané se alespoň pokoušeli rozdmýchat lidové povstání proti Nabu-mukin-zerimu, ale patrně bez většího úspěchu.
Tiglatpilesar se však hned po návratu od Středozemního moře vydal na Babylon. Při úspěšném obléhání Babylonu je Nabu-mukin-zeri zajat a později zabit (729 př. n. l.).